# Савица (пост)
Савица или Савина Неђеља седмодневни је (некадашњи ?) завјетни , а не обавезни, пост локалног карактера у Српској православној цркви. Пости(ло) се пред празник Светог Саве. Познато је да се поштовао у Пећком крају, а занимљиво је да су и покатоличени Шестани још дуго, и као католици, одржавали Савину Неђељу постивши и чувајући култ светог Саве. Гојко Перовић наводи податак да се у селима близу Цетиња до данас пости светосавски пост, од Јовањдана до Савиндана. Култ Светог Саве на простору данашње Црне Горе је био веома јак кроз историју.